# The Makemakes

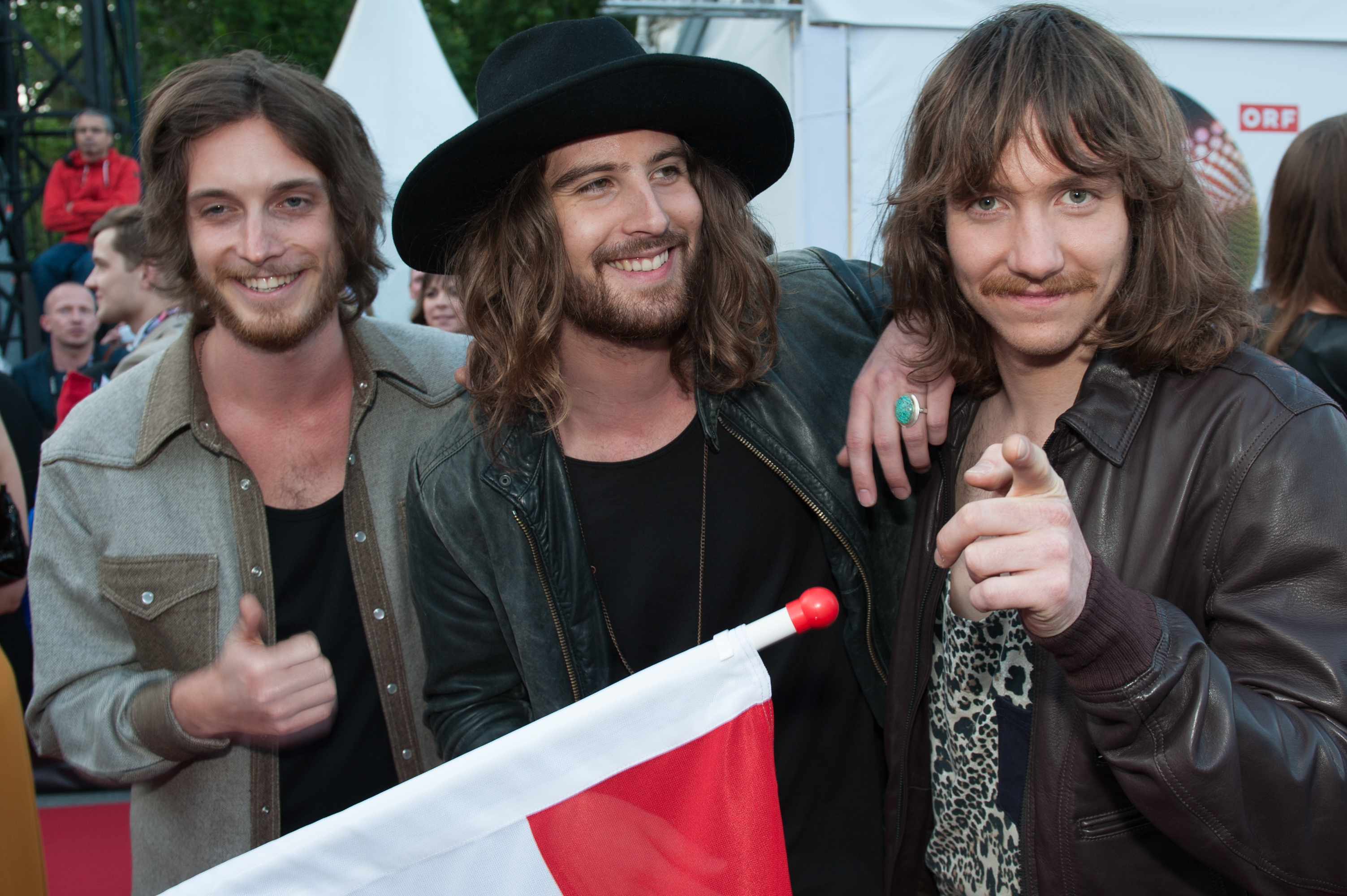
The Makemakes

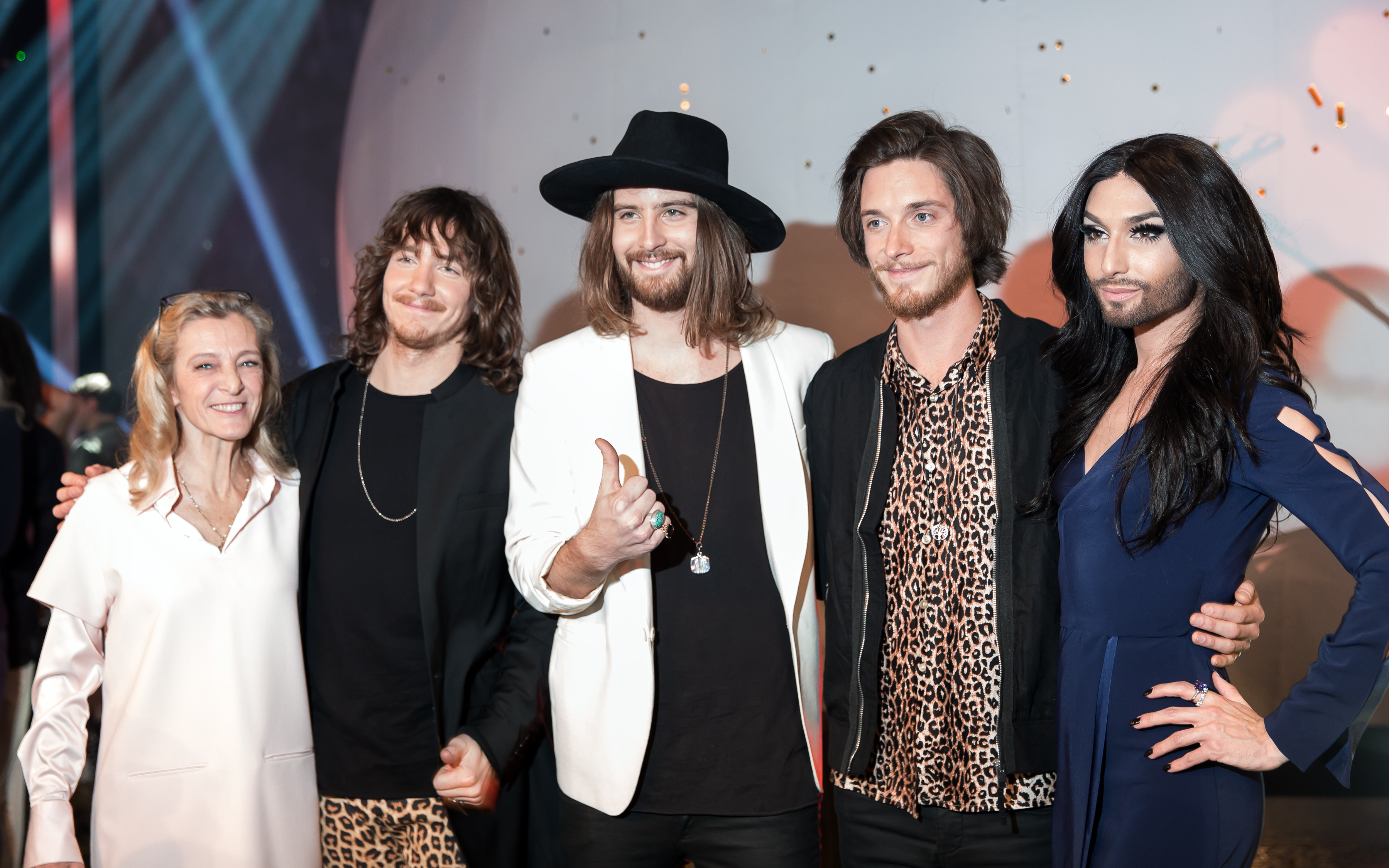
The Makemakes & Conchita Wurst

The Makemakes é uma banda austríaca de pop rock, constituída por Dominic "Dodo" Muhrer (nascido a 28 de novembro de 1989), Markus Christ (nascido a 16 de fevereiro de 1991) e Florian Meindl (nascido a 7 de agosto de 1990). Representaram da Áustria no Festival Eurovisão da Canção 2015, com a canção "I Am Yours".

## Discografia

### Álbuns
- The Makemakes (2015)

### Singles
- "The Lovercall" (2012)
- "Million Euro Smile" (2014)
- "I Am Yours"